# Halodule wrightii
Espèce
Halodule wrightii est une espèce de plantes à fleurs de la famille des Cymodoceaceae. Son aire d'origine est le Sud Est des États-Unis, du Mexique au Venezuela, des Caraïbes, de l'est du Brésil, de l'ouest de l'Afrique tropicale à l'Angola. C'est un géophyte aquatique rhizomateux qui pousse principalement dans le biome tropical humide.

## Description
Halodule wrightii n'est pas une algue marine, c'est une angiosperme marine qui possède des tissus conducteurs, des systèmes de pousses, des rhizomes et des fleurs. Il possède des feuilles plates pouvant atteindre 20 cm de long, d'un brun rougeâtre foncé, avec quelques dents sur les bords. Les fruits sont sphériques ou ovoïdes et mesurent environ 2 mm de diamètre,,.

## Répartition
Cette plante se trouve principalement dans les eaux boueuses des marais côtiers et au large des côtes de nombreuses îles des Caraïbes Elle a été signalée au Texas, Floride, Louisiane, Mississippi, Alabama, Caroline du Nord, Maryland, Yucatán, Quintana Roo, Tabasco,,, Costa Rica Belize, Panama, Cuba, Trinidad and Tobago, Venezuela, Brésil et Cap Vert.
En Californie, elle a été introduite intentionnellement dans la mer de Salton depuis le Texas il y a près d'un siècle, mais elle s'est éteinte il y a longtemps.
C'est une espèce végétale originaire des côtes de certains des océans les plus chauds du monde. H. wrightii est une herbe qui pousse dans les eaux salées et les marais d'eau salée dans les régions intertidales, souvent submergée à marée haute mais émergée à marée basse.

## Écologie
Ces plantes aquatiques forment des fonds marins et stabilisent l'habitat grâce à la production constante de pousses et de rhizomes. La structure en forme de corde de l'algue diminue la turbidité de l'eau et le mouvement du substrat, qu'il s'agisse de sable ou de boue. Les herbiers marins servent d'incubateur pour les jeunes poissons. Ils offrent un abri contre les prédateurs et réduisent la concurrence avec d'autres espèces. L'« Halodule wrightii » fournit également des ressources alimentaires à plusieurs espèces de poissons, d'invertébrés marins et de lamantins. Cette espèce de plante a la capacité de s'adapter à différents niveaux de salinité et de températures.
H. wrightii est capable de se reproduire sexuellement et asexuellement, mais la floraison de cette espèce est rare.

## Statut de conservation
Les activités de loisirs, comme le jet ski et la navigation de plaisance, endommagent et déracinent facilement les herbiers marins dans les eaux côtières peu profondes. Des études telles que celle réalisée dans le parc national marin d'Abrolhos au Brésil ont testé les effets directs des dommages causés par les ancres lors d'activités nautiques intenses, et ont constaté que l'abondance de H. wrightii était profondément affectée.

### Restauration
La restauration des herbiers marins a été testée expérimentalement à de nombreuses reprises. L'une de ces expériences en Floride a tenté d'utiliser H. wrightii comme espèce pionnière pour stimuler la succession naturelle jusqu'à l'éventuelle végétation climacique dominée par Thalassia testudinum. L'expérience a montré que l'application d'engrais aux transplants augmentait considérablement leur taux de croissance.

## Dénominations
Cette plante porte les noms vernaculaires anglais de Shoal grass et Shoalweed.

## Systématique
Le nom correct complet (avec auteur) de ce taxon est Halodule wrightii Asch..
Cette plante a été nommée d'après Charles Wright, botaniste et collectionneur américain. En 1853 et 1856, Wright participe à une expédition de prospection et découvre Halodule wrightii,,.
Certaines publications citent les spécimens des États-Unis par le synonyme Halodule beaudettei, mais les deux noms représentent la même espèce,,,.
Halodule wrightii a pour synonymes :
- Diplanthera beaudettei Hartog
- Diplanthera dawsonii Hartog
- Diplanthera wrightii (Asch.) Asch.
- Halodule beaudettei (Hartog) Hartog
- Halodule brasiliensis Lipkin